# Euparkerella brasiliensis
Euparkerella brasiliensis is een kikker uit de familie Craugastoridae. De soort werd voor het eerst wetenschappelijk beschreven door Hampton Wildman Parker in 1926. Oorspronkelijk werd de wetenschappelijke naam Sminthillus brasiliensis gebruikt.
De soortaanduiding brasiliensis betekent vrij vertaald 'wonend in Brazilië'.
De soort komt voor in Serra dos Órgãos en bergen langs de kust ten zuidoosten van Rio de Janeiro, Brazilië.